# Ревуцкий, Лев Николаевич

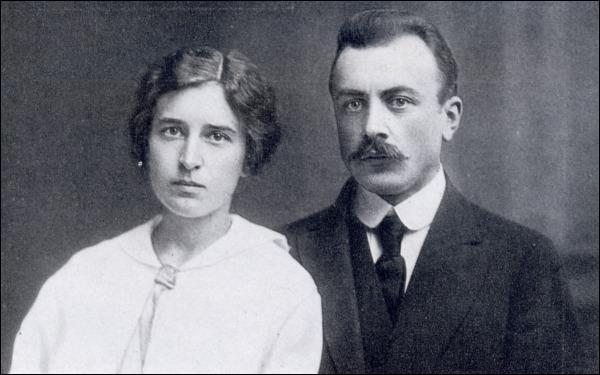
Лев Ревуцкий с женой Софией, 1916 год.

Лев (Левко́) Никола́евич Реву́цкий (укр. Левко Миколайович Ревуцький; 8 [20] февраля 1889, с. Иржавец, Прилуцкий уезд, Полтавская губерния, Российская империя — 30 марта 1977, Киев, Украинская ССР, СССР) — украинский, советский композитор, педагог, музыкальный и общественный деятель. Герой Социалистического Труда (1969). Народный артист СССР (1944). Лауреат Сталинской премии второй степени (1941) и Государственной премии Украинской ССР им. Т. Шевченко (1966).

## Биография
Родился 8 (20) февраля 1889 года в селе Иржавец (ныне в Прилуцком районе, Черниговской области Украины). Его отец — Николай Гаврилович имел хороший бас, а мать — Александра Дмитриевна (девичья фамилия Каневская) играла на фортепиано, свободно владела французским и немецким языками.
По воспоминаниям самого композитора, в 4 года он выучил ноты, а в 5 лет научился играть на фортепиано.
Учился в Прилуцкой гимназии, затем, в 1903—1907 годах — в Киеве, в частной гимназии Готлиба Валькера (впоследствии — 7-я гимназия, затем школа № 135), одновременно в музыкальной школе Н. А. Тутковского, где изучал фортепиано под руководством Н. В. Лысенко. В 1904—1905 годах учился в Музыкально-драматической школе Н. В. Лысенко (ныне Киевский национальный университет театра, кино и телевидения имени И. К. Карпенко-Карого).
В 1907 году стал студентом физико-математического факультета Киевского университета (с 1908 — на юридическом), и, одновременно, учеником в фортепианном классе С. Короткевича в Киевском музыкальном училище РМО (ныне Киевский институт музыки имени Глиэра). С 1913 года, также одновременно с посещением университета, учился в Киевской консерватории (ныне Национальная музыкальная академия Украины имени П. И. Чайковского) у Р. М. Глиэра (композиция) и Г. К. Ходоровского (фортепиано). Окончил оба учебных заведения в 1916 году.
С этого времени возникли его первые сочинения.
В 1916—1918 годах находился в армии.
В 1919—1924 годах преподавал в школе и руководил сельскими хорами в Иржавце и Прилуках, также работал пианистом-солистом, аккомпаниатором, делопроизводителем в железнодорожной амбулатории.
С 1924 года — преподаватель дирижёрско-хорового отделения Киевского музыкально-драматического института им. Н. Лысенко (ныне Киевский национальный университет театра, кино и телевидения имени И. К. Карпенко-Карого).
В 1934—1960 годах преподавал в Киевской консерватории им. П. Чайковского (с 1935 — профессор).
Во время войны, в эвакуации был заведующим кафедрой истории и теории музыки, руководителем класса композиции в Ташкентской консерватории.
Среди учеников — украинские советские композиторы В. Б. Гомоляка, Н. В. Дремлюга, Г. Л. Жуковский, Георгий и Платон Майбороды, В. Д. Кирейко, А. А. Коломиец, А. Г. Свечников, А. Д. Филиппенко и другие.
По некоторым данным, в годы репрессий уничтожил большую часть своего эпистолярного архива. В 1951 году, после травли Третьей симфонии Бориса Лятошинского, уничтожил свою Третью симфонию.
Подготовил полное собрание произведений Николая Лысенко.
С 1932 года — член правления, в 1944—1948 годах — председатель правления Союза композиторов Украины. С 1948 года — член правления Союза композиторов СССР.
Доктор искусствоведения (1941). Академик АН Украинской ССР (1957).
Депутат Верховного Совета Украинской ССР 2—5 созывов.
Умер 30 марта 1977 года в Киеве. Похоронен на Байковом кладбище.

### Семья
- Брат — Дмитрий Николаевич Ревуцкий (1881—1941), украинский советский музыковед, фольклорист, литературовед, переводчик, педагог.
- Жена — София.
- Сын — Евгений (1919—2006), доктор медицинских наук; внук — Георгий (1951—1994); правнук — Тарас (р. 1980).

## Награды и звания
- Герой Социалистического Труда (1969)
- Заслуженный деятель искусств Украинской ССР (1941)
- Народный артист Украинской ССР (1942)
- Народный артист СССР (1944)
- Сталинская премия второй степени (1941) — за симфонию № 2[5]
- Государственная премия Украинской ССР им. Т. Шевченко (1966) — за концерт для фортепиано с оркестром
- Четыре ордена Ленина (1949, 1953, 1967, 1969)
- Четыре ордена Трудового Красного Знамени (17.04.1938) — в связи с 25-летним юбилеем Киевской Государственной консерватории и за выдающиеся заслуги в области подготовки музыкальных кадров Советской Украины, 1946, 1951, 1960)
- Медаль «За доблестный труд в Великой Отечественной войне 1941—1945 гг.»
- Медали

## Список основных произведений
Вокально-симфонические произведения
- Кантата-поэма «Хустина» (слова Т. Шевченко, 1923, 2-я ред. 1944)
- «Ода песне» (слова М. Рыльского, 1956)
- «Зима» (слова А. Олеся, 1924)

Для голоса с оркестром
- «Монолог Тараса Бульбы» (слова М. Рыльского по повести Н. Гоголя, 1956)
- Четыре украинских народных песни — «Червона ружа», «Їхав козак» (1928), «Та ой крикнули журавлі», «Чуєш, брате мій» (1959)

Для симфонического оркестра
- Симфония № 1 (1916—1920, 2-я ред. 1957)
- Симфония № 2 (1927, 2-я ред. 1940)
- Козачок (1936)
- Увертюра к опере «Тарас Бульба» Н. Лысенко (1952)

Для фортепиано с оркестром
- Концерт F-dur (1934, последняя ред. 1963)

Камерные ансамбли
- Интермеццо для скрипки и фортепиано (1956)
- Баллада для виолончели и фортепиано (1933)

Для фортепиано
- Соната (1912, 2 ред. 1949), 7 прелюдий, этюды, Песня, Юмореска, Канон, Вальс, 2 этюда, детские пьесы, транскрипции

Для голоса с фортепиано
- «Ну расскажи ж» (слова Хоменко, 1923)
- «Дума о трёх ветрах» (слова П. Тычины, 1925)
- «Де тії слова» (слова А. Олеся)
- «Проса покошено» (слова М. Рыльского)
- «Тишина» (слова Л. Ревуцкого)

Для хора
- «На реках вокруг Вавилона», «В перетику ходила», «Ой чего ты почернело», «Заповіт» (все на слова Т. Шевченко) для хора без сопровождения
- Пять украинских народных песен для хора с фортепиано
- «Песня про партию» (для хора и оркестра) (1949)
- Три веснянки
- Хоры для детей

Обработки народных песен (более 120)
- Циклы для голоса и фортепиано — «Козацькі пісні» (1925), «Галицькі пісні» (1926), «Пісні для низького голосу» (1925—1927), «Пісні для середнього голосу»(1925—1943), «Пісні для високого голосу» (1925—1947))
- Для смешанного хора — «На кладочці умивалася», «Дід іде», «Їхав стрілець на війноньку», «Єврейські народні пісні» (1934), «Балкарські народні пісні» (1934) и др.
- Сборники обработок украинских народных песен для детей — «Сонечко» (1925)
- Песни — «Із-за гір та з-за високих» (сл. М. Рыльського) и др.
- Отдельные обработки — «Чуєєш, брате мій» («Слышишь, брат мой»), «Ти кропивонько», «Рекрутська», «Дід iде» («Дед идёт») и др.

Другие сочинения
- Романсы, песни (ок. 100) на слова советских поэтов
- Фундаментальная редакция и дополнение рядом номеров оперы «Тарас Бульба» Н. Лисенко
- Редакция I ч. Концерта для фортепиано и оркестра В. Косенко (1939)
- Музыка к театральным постановкам, кинофильмам (Земля (1930), Степные песни (1934), радиопередачам.

### Литературные произведения
- Автобиографические записки (1939)
- Воспитание композиторской молодёжи (1956)
- Струны Лысенко живы (1967)

## Память

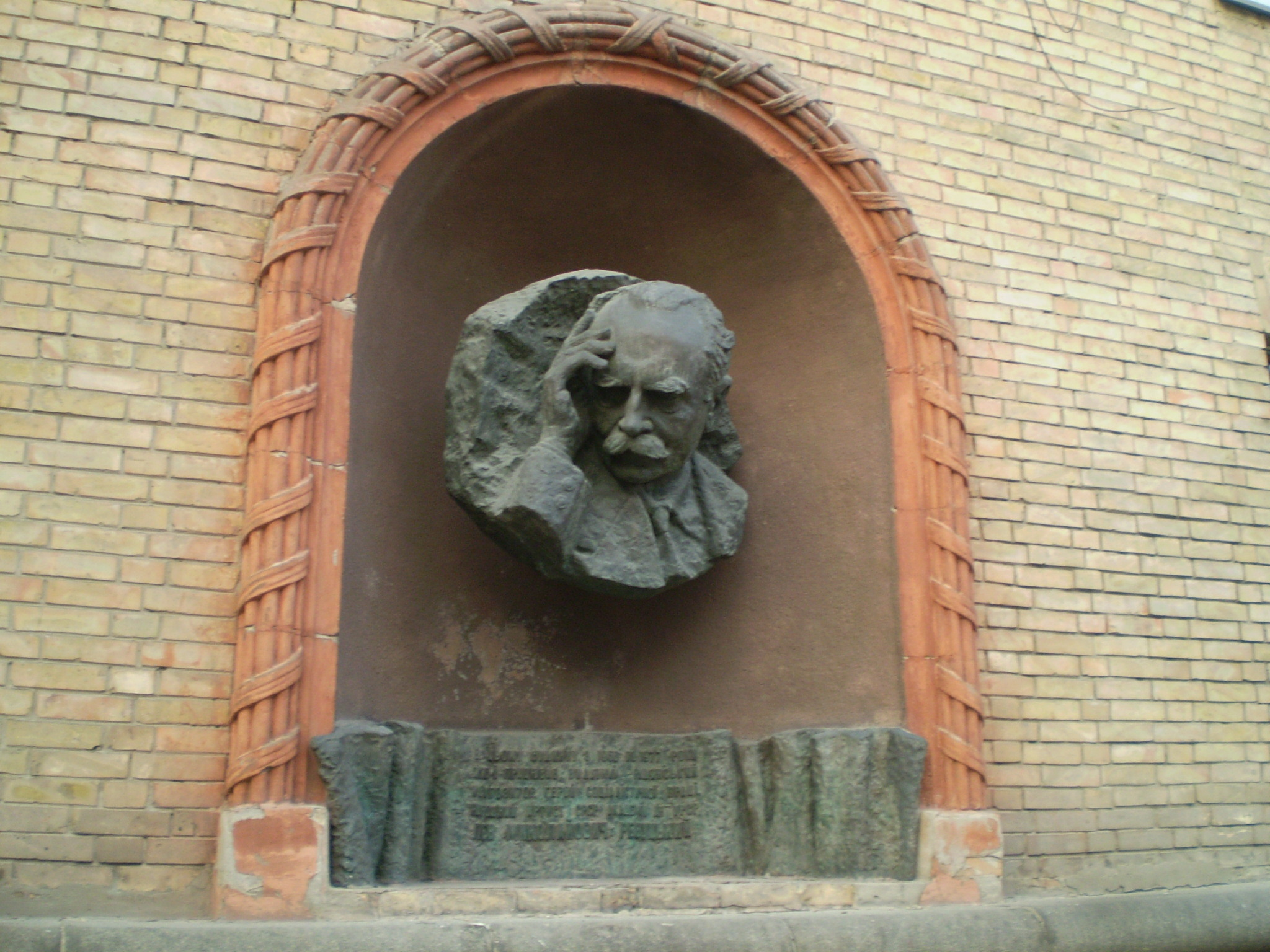
мемориальная доска

- На могиле композитора в 1980 году установлено гранитное надгробие (скульптор А. А. Ковалёв, архитектор С. Н. Миргородский).
- В 1979 году в Киеве, на доме № 16 по ул. Софиевской (тогда Калинина), в котором композитор жил в 1956—1977 годах открыта мемориальная доска тех же авторов.
- Мемориальные доски также установлены в Прилуках, на здании амбулатории железнодорожной станции, в котором работал композитор и в селе Иржавец.
- Барельеф композитору установлен в вестибюле музыкального училища имени Л. Н. Ревуцкого в Чернигове.
- В 1978 году вышел документальный фильм «Композитор Левко Ревуцкий».
- В 1989 году, в селе Иржавец функционирует дом-музей братьев Л. Н. и Д. Н. Ревуцких, возле которого установлен бюст композитора.

Имя Льва Ревуцкого носят:
- улицы в Киеве (жилмассив «Харьковский») и Чернигове
- Муниципальная академическая мужская хоровая капелла в Киеве (1974)
- Премия Министерства культуры Украины
- Черниговское музыкальное училище (с 1977 года)
- Детская музыкальная школа № 5 в Киеве
- Общеобразовательная школа в с. Иржавец
- Пароход на реке Днепр.